# Sakaida Kakiemon

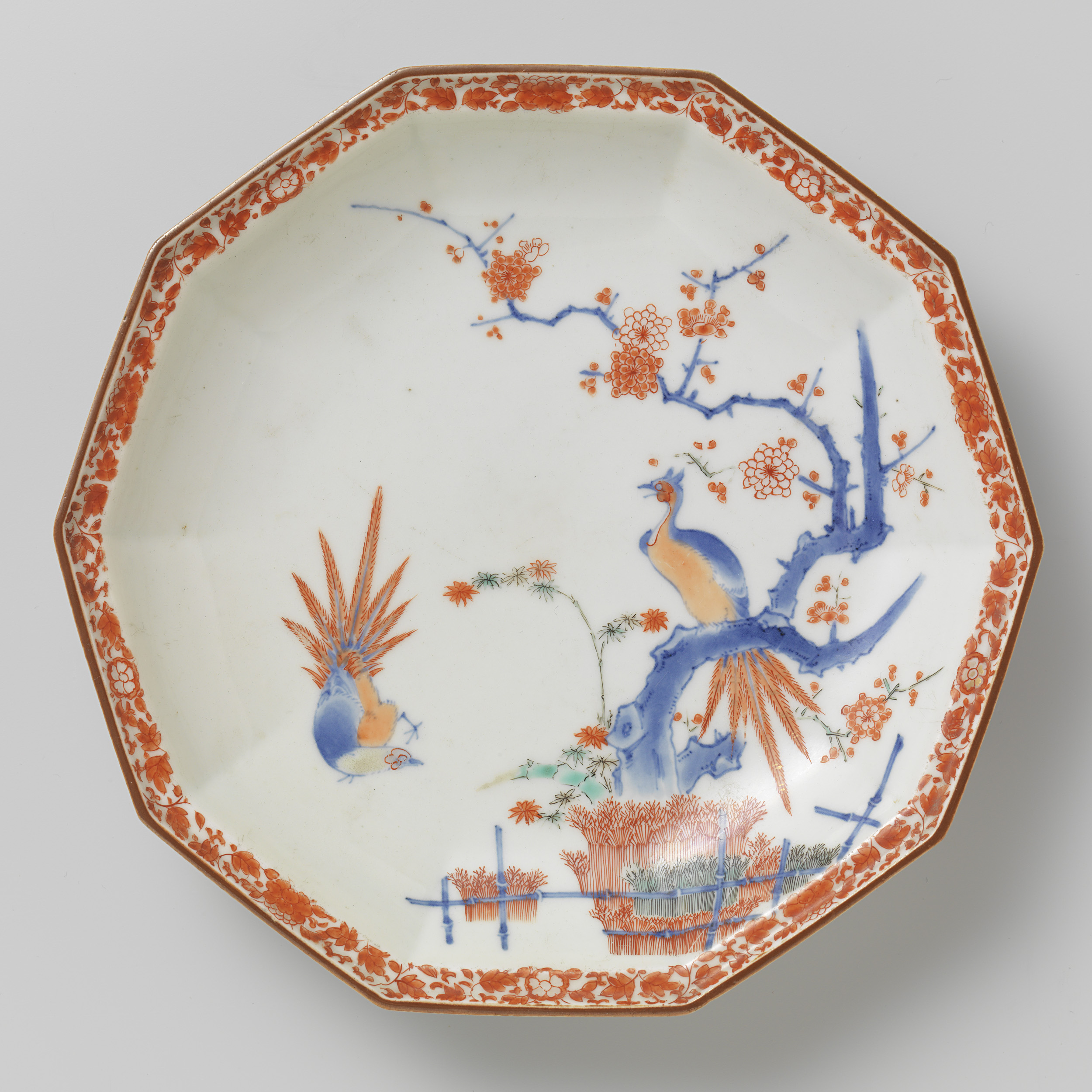
Plat de porcellana Kakiemon, 1680-1700

Sakaida Kakiemon   (15 de novembre de 1596 - 20 de juliol de 1666)(japonès: 酒井田柿右衛門) o Sakaida Kizaemon fou un terrissaire inventor de l'estil conegut després de la seua mort com a Kakiemon. Va treballar en associació amb Higashijima Tokue i creà la primera porcellana esmaltada del Japó.

## Biografia
Sakaida Kakiemon començà el seu negoci de porcellana després de la caiguda de la dinastia Ming a la Xina i la posterior interrupció de les exportacions de porcellana xinesa tradicional a Europa. Degué aprendre la tècnica de la porcellana esmaltada d'un artesà xinés de Nagasaki al 1643. Fou el primer al Japó que treballà l'esmaltat sobre vidriat, una tècnica desenvolupada a la Xina durant l'era Kangxi de la dinastia Qing. També perfeccionà el mètode per a produir un esmalt blanc translúcid, conegut com a nigoshide. En el dialecte Arita, nigoshi descriu l'aigua usada per a rentar l'arròs, referint-se així al blanc translúcid del nigoshide. En comparança amb altres articles d'Arita, que tendeixen a tenir un tint blavós, el nigoshide pràcticament no ho té pas.

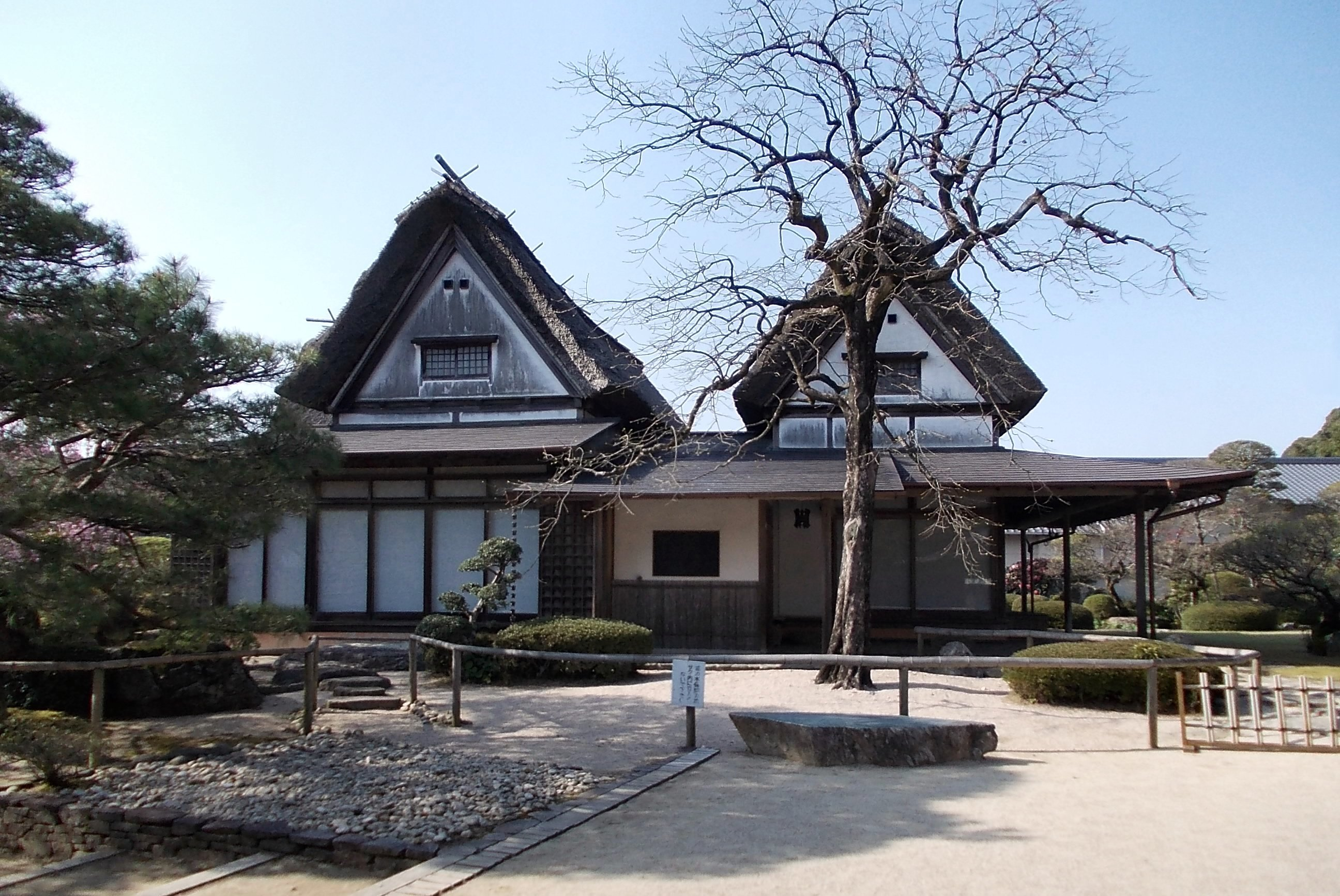
Lloc de Kakiemon kiln a Arita

Les primeres peces se'n produïren al 1643, amb pigments xinesos. També se'n diu ko-Imari, perquè s'enviaren a Europa a través del port d'Imari. Els holandesos van exportar la ceràmica Kakiemon a Europa, fins que es va restablir la indústria xinesa amb l'estabilització de la dinastia Qing, i els holandesos traslladaren les comandes a la Xina, que fabricà llavors imitacions de la ceràmica japonesa, coneguda com a «Chinese Imari».
El treball de Sakaida Kakiemon fou la probable inspiració per a les porcellanes de Chantilly i Meissen. Les col·leccions europees més importants se'n troben a Hampton Court a Londres, i a Zwinger, a Dresden.

## Successors
Les produccions de Kakiemon quasi desaparegueren a la fi del segle, però revifaren al segle xviii pels seus descendents. Un factor que hi va contribuir fou el percentatge extremadament baix d'aconseguir resultats perfectes amb nigoshide. Això es devia al risc d'esquerdament per les diferents taxes de contracció dels elements composts, és a dir, pedra de porcellana en pols de la muntanya Izumiyama, argila de Shirakawayama i pedra d'Iwayagawachi.
L'hereu principal de la família sempre feu servir el nom de Kakiemon. Sakaida Kakiemon XIV (1934-2013) esdevingué un Tresor Nacional Vivent. L'actual cap de la dinastia, Sakaida Kakiemon XV, és el seu fill i treballa al forn familiar a Arita, a la Prefectura de Saga.